# 해리 포터
《해리 포터》(영어: Harry Potter)는 1997년부터 2016년까지 연재된 영국의 작가 J. K. 롤링의 판타지 소설 시리즈이다. 이 시리즈는 호그와트의 학생인 해리 포터, 헤르미온느 그레인저 그리고 론 위즐리의 이야기를 다루고 있다. 주요 내용은 해리와 볼드모트의 갈등을 포함하고 있으며, 어둠의 마법사 볼드모트는 불멸의 존재가 되어 모든 마법사와 머글들을 지배하려는 악당이다.
1997년 6월 26일 첫 번째 책인 《해리 포터와 마법사의 돌》이 출판되어 전 세계적으로 엄청난 인기를 끌었으며 그에 따라 영화를 비롯한 다양한 상품들이 제작되었다. 또한, 해리 포터 시리즈는 역사상 성경 다음으로 가장 많이 팔린 책이다. 마지막 책인 《해리 포터와 죽음의 성물》은 발매 하루 만에 미국에서 약 1,100만 부가 팔렸다. 작가 J. K. 롤링에 따르면 그녀는 맨체스터에서 런던으로 가는 기차 안에서 처음 이 이야기를 떠올려, 에딘버러에 있는 작은 카페에서 어린 딸을 어르며 연작의 첫 권을 썼다고 한다.
2016년 7월 31일 해리 포터와 그의 아들에 관한 이야기를 담고 있는 여덟 번째 이야기 《해리 포터와 저주받은 아이》가 출판되었다. 이에 따라 2017년 10월 23일 한국어판도 출판되었다. 《해리 포터와 저주받은 아이》는 소설판이 아닌 연극용으로만 만들어진 것이기 때문에 연극용 대본판만 존재하며, 블룸즈베리 출판사에서 책을 출판한 후 이 책은 지금까지 4억 부 이상 팔리는 등 흥행을 거두었다. 해리포터 소설은 《반지의 제왕》, 《나니아 연대기》와 함께 위대한 판타지 책으로 평가받는다.
소설을 바탕으로 워너 브라더스에서 영화로 제작하여 2001년 첫 영화가 개봉되었으며, 2011년까지 여덟 편의 영화가 개봉되었다. 그 뒤 책의 인세 및 영화나 관련 상품의 로열티를 통해 롤링은 2004년 《포브스》가 발표한 세계의 부자 순위 552위에 올랐으며, 영국 여왕보다도 더 큰 부자가 되었다. 2007년 포보스지가 조사한 결과에서 세계 부자 순위 663위에 올라 있다고 한다.

## 소설 시리즈

### 해리 포터 (소설 시리즈)
| 출간 일자                        | 제목                            | 원제                                     |
| -------------------------------- | ------------------------------- | ---------------------------------------- |
| 1997년 6월 26일 1999년 11월 15일 | 《해리 포터와 마법사의 돌》     | Harry Potter and the Philosopher's Stone |
| 1998년 7월 2일 1999년 12월 15일  | 《해리 포터와 비밀의 방》       | Harry Potter and the Chamber of Secrets  |
| 1999년 7월 8일 2000년 2월 15일   | 《해리 포터와 아즈카반의 죄수》 | Harry Potter and the Prisoner of Azkaban |
| 2000년 7월 8일 2000년 10월 25일  | 《해리 포터와 불의 잔》         | Harry Potter and the Goblet of Fire      |
| 2003년 6월 21일 2003년 11월 22일 | 《해리 포터와 불사조 기사단》   | Harry Potter and the Order of Phoenix    |
| 2005년 7월 16일 2005년 11월 1일  | 《해리 포터와 혼혈 왕자》       | Harry Potter and the Half-Blood Prince   |
| 2007년 7월 21일 2007년 11월 15일 | 《해리 포터와 죽음의 성물》     | Harry Potter and the Deathly Hallows     |
| 2016년 7월 31일 2017년 10월 23일 | 《해리 포터와 저주받은 아이》   | Harry Potter and the Cursed Child        |

### 해리 포터에 언급된 도서
- 《신비한 동물사전》(Fantastic Beasts and Where to Find Them, 2001년)
- 《퀴디치의 역사》(Quidditch Through the Ages, 2001년)
- 《음유시인 비들 이야기》(The Tales of Beedle the Bard, 2008년)
- 《마법의 역사》(history of magic)

## 같이 보기
- 해리 포터 (영화 시리즈)
- 호그와트

1. ↑  론 위즐리는 원래 로널드 위즐리이다. 그러나 친구들이 론이라고 줄여서 부른 탓에 책 초반에서는 그냥 론 으로 나온다.
2. ↑  해리 포터 소설 내에서 마법사가 아닌 존재
3. ↑  2004 World's Richest People - Forbes
4. ↑  '해리포터' 24시간만에 英 265만, 美 830만부 팔려 보관됨 2007-12-17 - 웨이백 머신 - 뉴시스, 2007년 7월 24일